# 卡普蘭街
卡普蘭街（英語：Kaplan Street）是以色列城市特拉維夫市中心的主要街道之一，東側起點是阿兹列里中心立交桥，西側起點是伊本加布羅爾街。街名取自於以色列政治家埃利澤·卡普蘭尼。卡普蘭街是特拉維夫最繁忙的街道之一。

## 外部連結

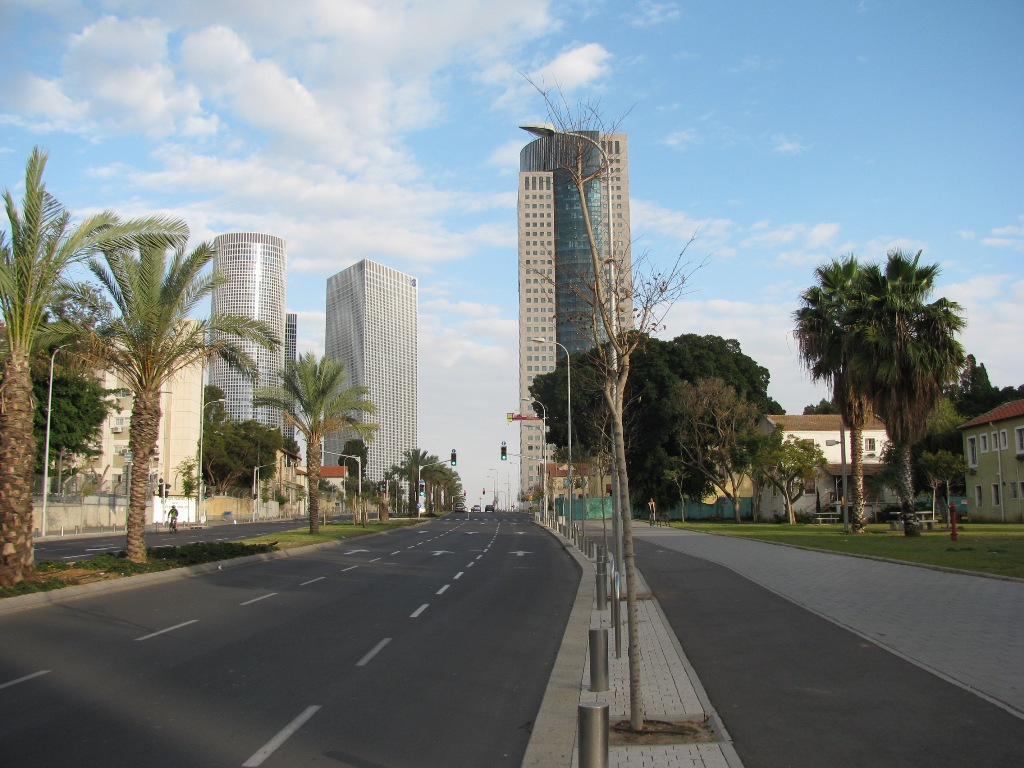
卡普蘭街

- Kaplan Street renovation project at the Ayalon Highway website

32°4′23.17″N 34°47′11.68″E / 32.0731028°N 34.7865778°E